# لیبون
لیبون (به انگلیسی: Libon) یک برنامهٔ کاربردی صدا روی پروتکل اینترنت و پیام‌رسانی فوری است که برای اندروید و آی‌اواس اپل توسط شرکت Orange S.A ساخته شده‌است. کاربران لیبون می‌توانند در شبکه‌های وای‌فای و نسل سوم به‌صورت رایگان تماس بگیرند و پیام بفرستند. برنامه ویژگی تبدیل پیام‌های صوتی را به نوشتاری دارد، پس در هنگامی که نمی‌توانید به پیام‌ها گوش دهید می‌توانید آنها را بخوانید. برای این‌که ارتباطات شما با دیگر اشخاص خصوصی‌تر شود می‌توانید از ویژگی‌های موجود برای شخصی‌سازی استفاده کنید. افراد مختلف می‌توانند از طریق راه‌های گوناگونی با شما ارتباط برقرار کنند و این نوع ارتباط وابسته به تنظیمات و فرد مورد نظر می‌باشد. کاربران می‌توانند برنامه لیبون را هم‌اکنون به صورت رایگان از اپ استور (آی‌اواس) دریافت کنند و بدون پرداخت هزینه با دوستان خود صحبت کنند یا پیام بفرستند. البته شرط برقراری این‌گونه تماس‌های رایگان این است که طرف مقابل شما نیز این برنامه را بر روی دستگاه خود نصب کرده‌باشد. نسخه رایگان برنامه دارای محدودیت‌هایی است ولی با پرداخت ۲٫۹۹ دلار می‌توان آن را به نسخه حرفه‌ای ارتقا داد.

نام این برنامه مخفف «Life is Better ON» است.

## ویژگی‌ها
- صدا روی پروتکل اینترنت
- تماس با مخاطبان خارج از برنامه
- پیام‌رسانی فوری
- گپ در وب
- سفارشی‌سازی

## کشورها و زبان‌ها
لیبون در گوگل پلی و اپ استور (آی‌اواس) در دسترس است. این برنامه در بسیاری از زبان‌ها در دسترس است ولی هم‌اکنون زبان تبدیل گفتار به نوشتار و پیام تبریک سفارشی تنها به زبان‌های انگلیسی، فرانسوی و اسپانیایی در دسترس است.